# П'ята династія єгипетських фараонів
V династія — давньоєгипетська династія фараонів епохи Стародавнього царства, котра правила бл. 2504–2347 рр. до н. е. Під час правління V династії відбулися важливі зміни в  Давньоєгипетській релігії: з'являється заупокійна література Тексти пірамід, культ бога Ра набуває все більшого значення, в Абусирі будуються храми присвячені богу Ра, поширюється культ бога Осіріса.

## Список фараонів династії
1. Усеркаф — бл. 2494–2486 до н. е.
2. Сахура — бл. 2496–2483 до н. е.
3. Неферірікара I — бл. 2483–2463 до н. е.
4. Шепсескара — бл. 2463–2456 до н. е.
5. Неферефра — бл. 2456–2445 до н. е.
6. Ніусерра — бл. 2445–2414 до н. е.
7. Менкаухор — бл. 2414–2405 до н. е.
8. Джедкара Ісесі — бл. 2405–2367 до н. е.
9. Уніс — бл. 2367–2345 до н. е.